# Piscina Molitor
La Piscina Molitor (chiamata anche Piscines Auteuil-Molitor o Grands établissements balnéaires d'Auteuil) è un complesso costituito da una piscina e un albergo situato vicino al Bois de Boulogne, tra lo stadio Roland Garros e il Parc des Princes nel XVI arrondissement di Parigi. 

## Storia

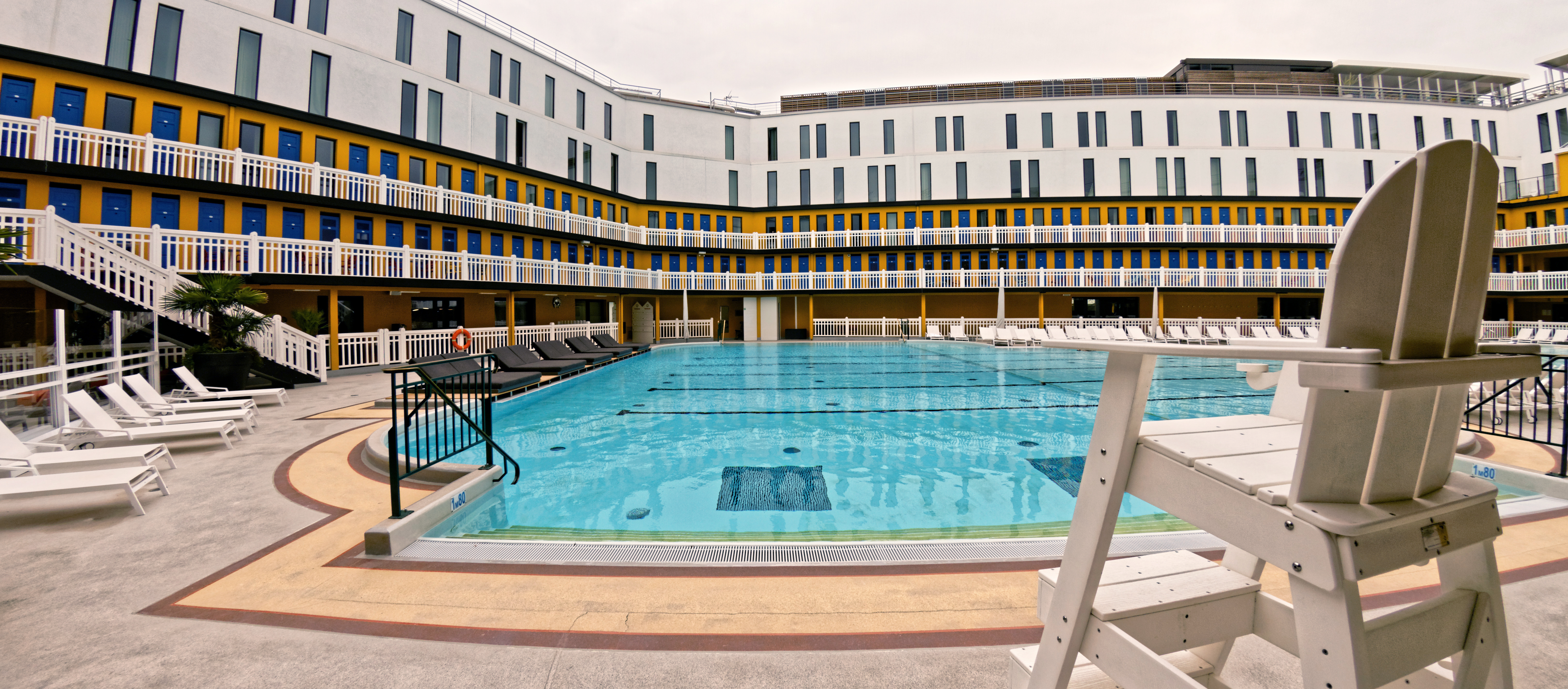
Vista dell'interno e della piscina

Inaugurata nel 1929 dai nuotatori Aileen Riggin Soule e Johnny Weissmuller, rimase nota per le sue decorazioni in stile Art Deco e per la prima presentazione il 5 luglio 1946 del bikini creato da Louis Réard e indossato da Micheline Bernardini. Chiuse nel 1989. 
Registrato nella lista dei monumenti storici francesi il 27 marzo 1990, è stato parzialmente distrutto nel 2012, causando grandi controversie. Un edificio ispirato al precedente viene ricostruito al suo posto e venne inaugurato il 19 maggio 2014, dopo due anni e mezzo dall'inizio della costruzione. Oltre alle piscine invernali ed estivi (rispettivamente di 33 e 46 metri), la piscina Molitor ha un hotel di 124 camere, tutte con la vista sulla piscina, un ristorante, un bar e una terrazza panoramica.

## Curiosità
La piscina è menzionata nel romanzo Vita di Pi di Yann Martel e nel film omonimo da esso tratto, diretto da Ang Lee, in cui ha dato il nome al protagonista, il giovane indiano Piscine Molitor Patel, detto Pi, che è stato chiamato così su suggerimento di un amico di suo padre, un esperto nuotatore che riteneva la Molitor la migliore piscina da lui frequentata, e si è poi auto-soprannominato con il diminutivo Pi per evitare che i suoi amici storpiassero il suo nome per prenderlo in giro.